# Адельборг, Гертруда
Гертруда Адельборг (швед. Gertrud Adelborg, полное имя Gertrud Virginia Adelborg; 1853—1942) — шведская феминистка, одна из ведущих участниц движения за права женщин.

## Биография
Родилась 10 сентября 1853 года в Карлскруне в семье военного и художника Брора Адельборга из дворянского рода  и его жены Хедвиг Катарины (Hedvig Catharina, 1820—1903); сестра Оттилии и Марии.
Получила образование гувернантки дома и в школах для девочек. Она работала учителем в 1874–1879 годах и в Апелляционном суде Свеаланда в 1881–1883 годах. Принимала активное участие в шведском женском движении и борьбе за избирательное право женщин. Работала в женской организации «Ассоциация Фредрики Бремер» (Fredrika Bremer Förbundet, FBF) в 1884–1907 годах (с 1886 года была председателем Стокгольмского бюро) и была членом центрального совета FBF в 1897—1915 годах. Гертруда основала Школу женщин (Landthushållningsskola för kvinnor) FBF в городе Rimforsa в Эстергётланде и в 1907—1921 годах входила в школьный совет.

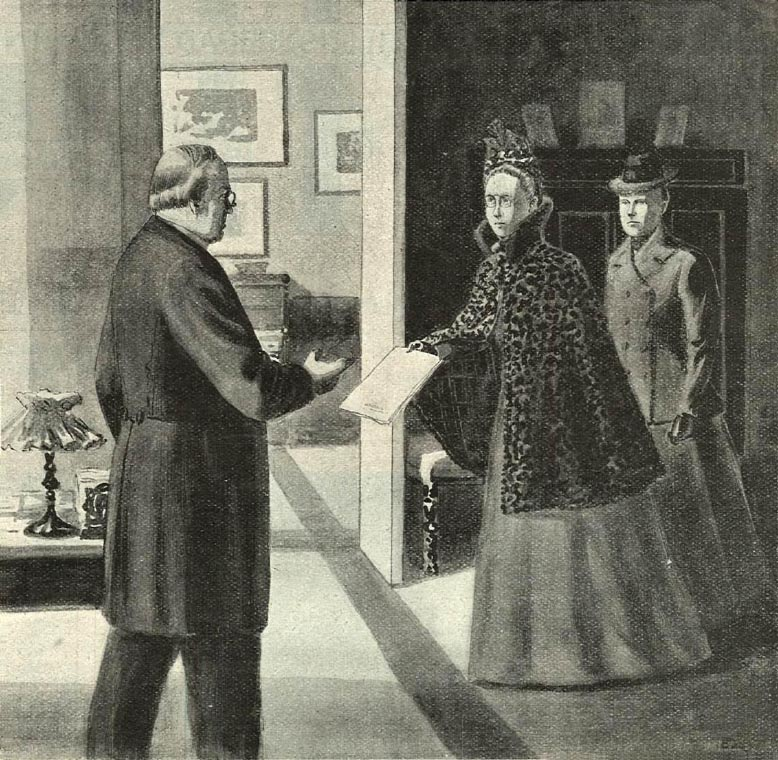
Агда Монтелиус и Гертруда Адельборг передают петицию Эрику Бострёму

В 1899 году делегация FBF под руководством Агды Монтелиус передала премьер-министру Швеции Эрику Бострёму предложение о предоставлении избирательного права женщинам. Текст обращения был написан Гертрудой Адельборг. Впервые в истории Швеции женщины официально представили правительству требование избирательного права. Адельборг была членом правления Ассоциации за политические права женщин в Стокгольме в 1902—1906 годах и в Национальной ассоциации за политические права женщин (Landsföreningen för kvinnans politiska rösträtt, LKPR) в 1903—1906 годах. 
В 1907 году в своём обращении новый премьер министр Швеции Арвид Линдман избежал темы о праве голоса женщин, сославшись на назначенный правительством запрос, который должен был быть завершен в 1912 году. LKPR направила делегацию к королю Оскару II, в которую входила Гертруда Адельборг. Оскар II ответил, что он сделает всё, что позволяет конституция. 
Роль Гертруды Адельборг в разработке избирательного права шведских женщин была описана современниками как весьма важная. Она продолжала выполнять секретарские задачи, проводила расследования, структурировала работу, стала автором многих публикаций и манифестов LKPR. Была удостоена в 1907 году награды Иллис Кворум, вручаемой за выдающиеся заслуги перед шведской культурой, наукой или обществом.
Выйдя на пенсию, жила в городе Гагнеф в лене Даларна, где умерла 25 января 1942 года. Замужем не была.